# Ulla Sandbæk
Ulla Margrethe Sandbæk, née en 1943, est une ancienne membre du Parlement européen danoise pour le Mouvement de juin.

## Biographie
Elle a servi de 1994 à 2004. Elle était responsable du rapport Sandbæk qui a abouti à un règlement de l'Union Européenne augmentant le financement de l'Organisation des Nations unies pour la Population Fonds, qui inclut le financement de l'avortement.

## Polémique
Dans un article du 22 novembre 2024, Libération indique qu'elle a été en 2004 un soutien dévoué du gourou Gregorian Bivolaru, condamné en Roumanie et poursuivi depuis dans plusieurs pays européens notamment pour traite d’êtres humains, pédophilie, viols et abus de faiblesse.